# Donald Gauf
Pour les articles homonymes, voir Gauf.
Donald « Don » Valentine Gauf (né le 1er janvier 1927 à Edmonton, mort le 11 octobre 2014 dans la même ville) est un joueur canadien de hockey sur glace.

## Carrière
Gauf grandit à Fort Saskatchewan. Il passe sa carrière de joueur de hockey sur glace avec les Mercurys d'Edmonton.
En tant que joueur de cette équipe, il représente le Canada au Championnat du monde de 1950 à Londres et aux Jeux olympiques d'hiver de 1952 à Oslo.
Le Canada est champion du monde en 1950.
En juillet 1951, le président de l'Association canadienne de hockey amateur, Doug Grimston, annonça que les Mercurys représenteront le Canada au hockey sur glace aux Jeux olympiques de 1952 à Oslo. L'équipe parcourt l'Europe pendant trois mois, jouant une cinquantaine de matchs. Le Canada devient champion olympique. Gauf dispute sept matchs, marquant trois buts, notamment celui qui donne l'égalité contre les États-Unis et qui assure le pays de la médaille d'or.
Comme membre de l'équipe olympique, Gauf est intronisé au Temple de la renommée des sports de l'Alberta en 1968 et au Temple de la renommée olympique canadien en 2002 avec toute l’équipe des Mercurys d'Edmonton de 1952. Aux côtés d'Eric Paterson, il est présent dans la patinoire lorsque le Canada redevient champion olympique aux Jeux olympiques de 2002 à Salt Lake City. Il porte la flamme olympique à Edmonton, en route vers les Jeux olympiques d'hiver de 2010 à Vancouver.
Gauf joue également au baseball puis, après sa retraite du hockey, au curling, fait du patin et joue au golf. Il est grand marshal honoraire au Sony Open d'Hawaï.
Il démarre une entreprise laitière puis est partenaire et devient en 1947 gestionnaire d'une flotte de camions d'un concessionnaire Waterloo Motors. En 1968, il est nommé directeur des ventes de poids lourds et travaille jusque dans les années 1980.
Il est également franc-maçon.